# Chester A. Arthur
Chester Alan Arthur, född 5 oktober 1829 i Fairfield i Vermont, död 18 november 1886 i New York i New York, var en amerikansk jurist och politiker (republikan), mest känd som USA:s president 1881-1885. Han valdes till USA:s vicepresident 1880 och tillträdde ämbetet som USA:s president 1881 efter mordet på James Garfield.
Han gifte sig i oktober 1859 med Ellen Lewis Herndon Arthur. Hustrun dog 1880. Under amerikanska inbördeskriget var han aktiv i nordstatsarmén och befordrades till general.
Arthur förlorade kampen om att bli vald till sitt partis kandidat inför presidentvalet 1884.

## Utnämningar till Högsta Domstolen
- Samuel Blatchford, 1882
- Horace Gray, 1882